# Länderzeit
Länderzeit war ein landesübergreifendes Nachrichtenmagazin für die drei Länder Sachsen, Sachsen-Anhalt und Thüringen, welches täglich um 19:00 Uhr im MDR Fernsehen analog über Satelliten anstelle der Landesmagazine ausgestrahlt wurde. Es wurden keine eigenen Beiträge produziert, sondern jeweils einzelne Beiträge aus den drei anderen Regionalmagazinen (Sachsenspiegel, Sachsen-Anhalt heute und Thüringen Journal) übernommen. Bestandteil der Sendung waren auch von einem Sprecher präsentierte Nachrichtenblöcke. Außerdem gab es vormittags jeweils eine Ausgabe der Vortagssendung für Gehörlose (über alle Verbreitungswege).
Die Sendung wurde zur Abschaltung des analogen Satelliten am 30. April 2012 eingestellt. Über den digitalen Satellitenweg kann der Zuschauer selbst entscheiden, welches Regionalmagazin er sehen möchte, so dass die Zusammenfassung durch die Länderzeit als solche nicht mehr notwendig ist.

## Moderatoren
- Ines Adam, Moderatorin
- Achim Geimer, Moderator
- Alexandra Kehr, Kurznachrichten-Moderatorin von 1998 bis 2011
- Hans Josef Schöneberger, Nachrichtensprecher
- Susanne Günther-Wick, Gebärdensprachdolmetscherin
- Irina Kolbe, Gebärdensprachdolmetscherin
- Claudia Oelze, Gebärdendspracholmetscherin
- Ursula Schiebel, Gebärdensprachdolmetscherin